# Angel Josjev
Angel Bozhidarov Yoshev (Bulgaars: Ангел Божидаров Йошев) (?, 1 januari 1985) is een Bulgaarse voetballer die bij voorkeur als verdediger speelt. Hij verruilde in 2014 Lokomotiv Plovdiv voor Marek Doepnitsa.

## Carrière
- 2003-2004: CSKA Sofia
- 2004-2006: Tsjernomorets Boergas Sofia
- 2006-2010: Lokomotiv Plovdiv
- 2011: Minyor Pernik
- 2011-2012: Lokomotiv Plovdiv
- 2012: Hamrun Spartans
- 2013: PFK Svetkavitsa
- 2013: Neftochimic Burgas 1986
- 2014: Lokomotiv Plovdiv
- 2014: Marek Doepnitsa